# Bony de la Costa
El Bony de la Costa és una muntanya de 2.396 metres que es troba al municipi de les Valls de Valira, a la comarca de l'Alt Urgell.
Està situada al punt més alt de el contrafort de serra de Trescul que discorre en direcció nord-sud, i a uns 690 metres a l'est del cim del Bony de Trescul (2.405 metres).